# Quarto (Papierformat)
Quarto (von lat. quartus – ‚der Vierte‘, Plural Quartos, abgekürzt: 4°, 4to oder Qto) bezeichnet ein altes Schreibheft- oder  Buchformat (andere Formate siehe dort). Man spricht auch von Vierer- oder Quartformat bzw. Quartant.
Der Name bezieht sich auf die Anzahl Blätter (Doppelseiten), die pro Falzbogen entstehen. Beim Quart wird der Papierbogen zweimal gefaltet und bildet somit vier Blätter (acht Seiten pro Bogen).
Die Größe eines Papierbogens änderte sich im Laufe der Zeit. Zunächst war sie völlig willkürlich und hing je nach Zeitalter von der Größe des Pergaments, später der Schöpfform ab. Ab etwa 1850 wurde damit im Bibliothekswesen ein heute historisches Buchformat (andere Formate siehe dort) festgelegt. Man unterscheidet Kleinquart (kl. 4°) = ca. 23–26 cm und Großquart (gr. 4°) = ca. 35–40 cm.
Seit 1883 bemühte man sich in Deutschland, die Bogengrößen zu vereinheitlichen. Es entstanden zwölf Normalformate, von denen die Nummer 1 ungefalzt (auch: „ungebrochen“ oder „in plano“) 33 cm × 42 cm maß.